# Lijst van voetbalinterlands Singapore - Taiwan
Deze lijst van voetbalinterlands is een overzicht van alle officiële voetbalwedstrijden tussen de nationale teams van Singapore en Taiwan (Chinees Taipei). De landen hebben tot op heden negen keer tegen elkaar gespeeld. De eerste ontmoeting, een vriendschappelijke wedstrijd, werd gespeeld in Kuala Lumpur (Maleisië) op 18 augustus 1966. Het laatste duel, eveneens een vriendschappelijke wedstrijd, vond plaats op 18 november 2024 in Singapore.

## Wedstrijden
| № | Plaats       | Datum             | Competitie                 | Wedstrijd                  | Uitslag |
| - | ------------ | ----------------- | -------------------------- | -------------------------- | ------- |
| 1 | Kuala Lumpur | 18 augustus 1966  | Vriendschappelijk          | Taiwan − Singapore         | 1 − 4   |
| 2 | Bangkok      | 13 december 1966  | Aziatische Spelen 1966     | Singapore − Taiwan         | 3 − 3   |
| 3 | Kuala Lumpur | 11 augustus 1967  | Vriendschappelijk          | Taiwan − Singapore         | 3 − 3   |
| 4 | Kuala Lumpur | 17 augustus 1968  | Vriendschappelijk          | Taiwan − Singapore         | 2 − 0   |
| 5 | Singapore    | 18 juli 2011      | Vriendschappelijk          | Singapore − Chinees Taipei | 3 − 2   |
| 6 | Singapore    | 10 juni 2017      | Azië Cup 2019 kwalificatie | Singapore − Chinees Taipei | 1 − 2   |
| 7 | Taipei       | 27 maart 2018     | Azië Cup 2019 kwalificatie | Chinees Taipei − Singapore | 1 − 0   |
| 8 | Singapore    | 12 september 2023 | Vriendschappelijk          | Singapore − Chinees Taipei | 3 − 1   |
| 9 | Singapore    | 18 november 2024  | Vriendschappelijk          | Singapore − Chinees Taipei | 2 − 3   |

## Samenvatting
| Competitie            | Totaal gespeeld | Winst Singapore | Gelijk | Winst Chinees Taipei | Doelsaldo Singapore – Chinees Taipei |
| --------------------- | --------------- | --------------- | ------ | -------------------- | ------------------------------------ |
| Azië Cup-kwalificatie | 2               | 0               | 0      | 2                    | 1 − 3                                |
| Aziatische Spelen     | 1               | 0               | 1      | 0                    | 3 − 3                                |
| Vriendschappelijk     | 6               | 3               | 1      | 2                    | 15 − 12                              |
| Totaal                | 9               | 3               | 2      | 4                    | 19 − 18                              |

FAS · 
Lijst van A-internationals · 
Singaporees vrouwenelftal
1960 – 1969 ·
1970 – 1979 ·
1980 – 1989 ·
1990 – 1999 ·
2000 – 2009 ·
2010 – 2019
Afghanistan ·
Argentinië ·
Australië · 
Azerbeidzjan · 
Bahrein · 
Bangladesh · 
Brunei · 
Cambodja · 
Canada · 
China · 
Denemarken · 
Fiji ·
Filipijnen · 
Finland · 
Ghana · 
Guam ·
Hongkong · 
India · 
Indonesië · 
Irak · 
Iran · 
Israël · 
Japan · 
Jemen ·
Jordanië · 
Kazachstan · 
Kirgizië · 
Koeweit · 
Laos · 
Libanon · 
Macau · 
Malediven · 
Maleisië · 
Mauritius ·
Mongolië · 
Myanmar · 
Nepal · 
Nieuw-Zeeland · 
Noord-Korea · 
Noorwegen · 
Oezbekistan · 
Oman · 
Oost-Timor · 
Pakistan · 
Palestina · 
Papoea-Nieuw-Guinea ·
Polen · 
Qatar ·
Salomonseilanden · 
Saoedi-Arabië · 
Sri Lanka · 
Syrië · 
Tadzjikistan · 
Taiwan · 
Thailand · 
Turkmenistan · 
Uruguay · 
Verenigde Arabische Emiraten · 
Vietnam · 
Zuid-Korea · 
Zuid-Vietnam · 
Zweden
CTFA ·
Bondscoaches ·
vrouwenvoetbalelftal ·
Topscorers
Afghanistan ·
Australië ·
Bahrein ·
Bangladesh ·
Brunei ·
Cambodja ·
Fiji ·
Filipijnen ·
Grenada ·
Guam ·
Hongkong ·
India ·
Indonesië ·
Irak ·
Iran ·
Israël ·
Japan ·
Jordanië ·
Kenia ·
Kirgizië ·
Koeweit ·
Laos ·
Macau ·
Maleisië ·
Mongolië ·
Myanmar ·
Nepal ·
Nieuw-Zeeland ·
Noord-Korea ·
Oezbekistan ·
Oman ·
Oost-Timor ·
Pakistan ·
Palestina ·
Panama ·
Saint Kitts en Nevis ·
Salomonseilanden ·
Saoedi-Arabië ·
Singapore ·
Sri Lanka ·
Syrië ·
Thailand ·
Trinidad en Tobago ·
Turkmenistan ·
Vietnam ·
Zuid-Korea ·
Zuid-Vietnam